# Toby Young
Toby Daniel Moorsom Young (né le 17 octobre 1963) est un journaliste britannique qui est aussi le directeur du New Schools Network, un réseau d'écoles gratuites et caritatives. Il entre à la chambre des Lords en janvier 2025.

## Biographie
Young a rédigé une chronique de sa vie professionnelle alors qu'il travaillait à New York au magazine magazine Vanity Fair et comme chroniqueur pour le magazine The Spectator. Le titre de ce livre, How to Lose Friends & Alienate People, semble un guide sur la façon de perdre des amis et s'aliéner les gens. Young a servi comme juge pendant les saisons cinq et six de la série Top Chef. Il a fondé la West London Free School.
Au début janvier 2018, il est proposé pour occuper le poste de directeur par intérim du conseil d'école de l'Office for Students (en).
Il renonce à cette charge lorsque sont mis à jour ses commentaires offensants qu'il a publiés sur Twitter.
Il est le fondateur de la Free Speech Union, une organisation qui défend la liberté d'expression. Outre sa section britannique, la FSU est implantée en Australie, en Nouvelle-Zélande, en Afrique du Sud et en Suisse. 